# 1815 Beethoven
1815 Beethoven (1932 CE1) là một tiểu hành tinh vành đai chính được phát hiện ngày 27 tháng 1 năm 1932, bởi Karl Reinmuth ở Heidelberg. Nó được đặt theo tên the composer Ludwig van Beethoven. The light curve of this minor planet has a period of 54 ± 1 giờ.